# المعهد الأمريكي لإزدواجية التوجه الجنسي
المعهد الأمريكي للمخنثين AIB مؤسسة خيرية أوسست في 23-7-1998 بواسطة باحث جنسي وطبيب نفسي وأمراض عقلية ناشط فريتز كلاين وهو يروج لشيء معين ويعمل بحث وتعليم عن المخنثين .
يدير AIB مجلة المعهد هي مجلة أكاديمية فصلية تركز على القضايا المتعلقة بالمخنثين بالإضافة إلى ذلك في تستقبل Bi.org التي توفر معلومات علمية يمكن bi الوصول إليها عن الحياة الجنسية ويساعدك على رؤية ثنائية ثنائية بواسطة تسليط الضوء على حياة الأشخاص المشهورين .
يحتفظ بقسم يعرف كمؤسسة bi التي تستمر بالتواصل وبناء المجتمع وتعليم العالم، المعهد هو مؤسسة في ولاية ديلاوير وهي مؤهلة للأغراض . حيث تعد الضرائب كمؤسسة خاصة تحت قسم 501 (س)(3) من قانون الإيرادات الداخلية للولايات المتحدة.
يقدم AIB منحا نحو البحث والبرمجة المتعلقة بالمخنثين .

## BiReConUSA
في يونيو 2013 ، قام المعهد الأمريكي للمخنثين بتمويل أول BiReConUSA ، على غرار (BiReCon (UK . وقد شارك في رئاسته كل من د.لورين بيتش وأليكس إنتافي .